# منتخب إقليم الباسك لكرة القدم
منتخب إقليم الباسك لكرة القدم (أو أوسكادي فوتبول) هو فريق غير معترف به دوليا وهو غير عضو في الفيفا ولا الاتحاد الأوروبي، وبالتالي لا يشارك في البطولات الدولية. منذ عام 1937، شارك في مباريات ودية ضد الفرق الرسمية.
يتم أخذ معظم اللاعبين من فريق أتلتيك بيلباو واللاعبين الباسكيين الذين يلعبون في الدوري إسباني.

## التاريخ

### بداية اللعب
ضد منتخب كاتالونيا وقد فازت عليها 6-1 وبهذا حققت أول فوز لها.
بين عامي 1915 و 1916 وبين 1930 و 1931، لعب المنتخب 9 مباريات (7 انتصارات و 2 هزيمة). ثم عاد الفريق للعب في 25 أبريل 1937 وهي المباراة الأولى التي وقعت خارج إسبانيا، ووقعت في باريس ضد راسينغ باريس (3-0). كانت هذه المباراة بمبادرة من خوسيه أنطونيو أغيري (رئيس إقليم الباسك واللاعب السابق أتلتيك بيلباو) لجمع التبرعات لقضية الباسك خلال الحرب الأهلية الإسبانية. وقد بدأ هذا الفريق بجولة في أوروبا (فرنسا والإتحاد السوفياتي، النرويج...) ومن ثم إلى المكسيك وكوبا، ودخلت البطولة المكسيكية خلال موسم 1938-1939. وقد حصد المنتخب نتائج جيدة فقد لعبت 17 مباراة، فيها 13 فوز و1 تعادل و 3 خسائر (65 هدفا مسجل في صالح الفريق، و 37 في شباك المنتخب).

### المباريات بين 1915 و 1938
- 1915-01-03 الباسك 6-1 كاتالونيا، بلباو.
- 1915-02-07 كاتالونيا 2-2 الباسك، وبرشلونة.
- 1915-05-12 كاتالونيا 0-1 الباسك، اتلتيكو مدريد.
- 1915-05-14 الباسك 1-1 التحديد الوسطى، في مدريد.
- 1916-05-21 كاتالونيا 1-3 الباسك، برشلونة.
- 1916-05-22 كاتالونيا 0-*0 الباسك، برشلونة.
- 1916-06-04 الباسك5-0 كا الونيا، بلباو.
- 1930-06-08 كاتالونيا 0-1 الباسك، برشلونة.
- 1931-01-01 الباسك3-2 كاتالونيا، بلباو.
- 1937-04-25 راسينغ باريس0-3 الباسك، في باريس.
- 1937-05-09 راسينغ باريس3-3 الباسك، في تولوز.
- ؟؟-05-1937 تشيكوسلوفاكيا 3-2 الباسك، في براغ.
- ؟؟-05-1937 راسينغ باريس 2-3 الباسك، في باريس.
- 1937-05-23 أولمبيك مرسيليا 2-5 الباسك، في مارسيليا.
- 1937-05-30 سييت 1-3 الباسك، في سييت.
- ؟؟-06-1937 تشيكوسلوفاكيا 2-1 الباسك، في براغ.
- ؟؟-06-1937 سيليسيا 4-5 الباسك، في كاتوفيتشي.
- 1937-06-24 لوكوموتيف موسكو 1-5 الباسك، في موسكو.
- 1937-06-27 دينامو موسكو 1-2 الباسك، في موسكو.
- 1937-06-30 دينامو لينينغراد 2-2 الباسك، وموسكو.
- 1937-07-04 دينامو موسكو 4-7 الباسك، في موسكو.
- 1937-07-08 سبارتاك موسكو 6-2 الباسك، في موسكو.
- 1937-07-15 الباسك-دينامو كييف، كييف.
- 1937-07-24 دينامو تبيليسي 0-2 الباسك، في تبليسي.
- 1937-07-30 الباسك 3-1 جورجيا، في تبيليسي.
- 1937-08-09 دينامو مينسك 1-6 الباسك، في مينسك.
- 1037-08-22 الباسك 3-1 النرويج، في أوسلو.
- 1937-08-27 النرويج 2-3 الباسك، في سارپسبورغ.
- 1937-08-29 الباسك 11-1 الدنمارك، في كوبنهاغن.
- ؟؟-؟؟-1937 خاليسكو 1-5 الباسك، في مكسيكو سيتي.
- ؟؟-؟؟-1937 الباسك 2-1 المكسيك، في مكسيكو سيتي.
- 1937-11-28 الباسك 4-1 المكسيك، في مكسيكو سيتي.
- 1937-12-05 الباسك 2-1 المكسيك، في مكسيكو سيتي.
- 1937-12-10 الباسك 4-0 المكسيك، في مكسيكو سيتي.
- ؟؟-؟؟-1937 الباسك 3-2 إسبانيا، في مكسيكو سيتي.
- ؟؟-؟؟-1937 نادي أتلانتي 0-3 الباسك، في مكسيكو سيتي.
- ؟؟-؟؟-1937 كلوب أمريكا 2-2 الباسك، في مكسيكو سيتي.
- 1938-01-09 الباسك 1-3 المكسيك، في مكسيكو سيتي.
- 1938-01-16 جوفنتودإستوريانا 4-4 الباسك، في هافانا.
- 1938-01-23 ديبورتيفو غاليغو 0-3 الباسك، في هافانا.
- 1938-01-28 هافانا 0-2 الباسك، في هافانا.
- 1938-01-30 جوفنتودإستوريانا 2-3 الباسك، في هافانا.
- ؟؟-؟؟-1938 فالبارايسو، الباسك، في فالبارايسو.
- 1938-05-29 الباسك 4-0 كوبا، في هافانا.
- 1938-06-05 هافانا 0-2 الباسك، في هافانا.
- 1938-06-20 الباسك 4-3 كوبا، في هافانا.
- 1938-10-16 الباسك 4-8 المكسيك، في مكسيكو سيتي.
- 1938-10-23 الباسك 6-2 المكسيك، في مكسيكو سيتي.
- 1938-10-30 الباسك 3-1 المكسيك، في مكسيكو سيتي.

### القمع والنهضة
خلال ديكتاتورية الجنرال فرانسيسكو فرانكو عام 1939 إلى عام 1975، قمعت بشدة الهويات الإقليمية وغير الإسبانية والتي منها المنتخب الباسكي الذي لم يلعب طوال هذه المدة.
من عام 1979، استئنف الباسك اللعب بشكل منتظم في ملعب سان ماميس في أتلتيك بيلباو.و قد لعب الفريق ضد منتخبات أفريقيا وأميركا الجنوبية وأوروبا.
منذ سنة 1979 لعب منتخب الباسك 26 مباراة منها:
- 17 فوز
- 4 خسارة
- 5 تعادل

أخر مباراة كانت يوم 28 ديسمبر 2011 مع منتخب  تونس وقد فازت تونس بهدفين نظيفين قد سجلهما يوسف المساكني وعادل الشاذلي على ملعب الباسك في إسبانيا.

## اللاعبين الرئيسيين
- أريتز أدوريز
- تكسيكي بيغريستين
- جوسيبا إتشبيريا
- جوليان ڨيريرو
- إيتور كارانكا
- بيسنتي ليزارازو
- غازيكا مندييتا
- إسماعيل أورزايز
- فرانسيسكو ييستي
- زوبيزاريتا
- غايزكا توكويرو
- غوركا إرايزوز
- أندوني إيراولا
- خافيير غاريدو
- كارلوس غوربيغي
- خابي بريتو
- دافيد زيريتوز
- أندير إتوراسبي
- إيغور غابيلوندو
- ميكيل سان خوسيه
- أسيار رياسغو
- أويير سانجورو ماتي
- ماركيل بيرغارا
- غوركا إليستوندا
- برجا ابدو
- جون أنسوتيغي
- كيك صولا

## وصلات خارجية
- الموقع الرسمي لمنتخب الباسك
- المباريات التي لعبها المنتخب